# Real and True
Real and True è un singolo del rapper Future realizzato in collaborazione con Miley Cyrus e Mr Hudson e pubblicato il 5 novembre 2013.
In contemporanea con la messa in onda degli MTV Europe Music Awards 2013 è stato pubblicato il videoclip del brano sul canale Vevo del rapper.

## Tracce
1. Real and True – 4:07